# Kamenný Přívoz
Kamenný Přívoz település Csehországban, Nyugat-prágai járásban. Kamenný Přívoz Pohoří, Lešany, Krňany, Krhanice és Jílové u Prahy településekkel határos. Lakosainak száma 1579 fő (2024. január 1.).

## Népesség
A település lakosságának változását az alábbi diagram mutatja:
| Lakosok száma | 1031 | 965  | 1060 | 1197 | 1224 | 1067 | 1388 | 1413 | 1472 | 1579 |
|               | 1869 | 1890 | 1921 | 1950 | 1980 | 2001 | 2017 | 2019 | 2022 | 2024 |